# بوربول
بوربول (انگلیسی: Boerboel) بوربول یک سگ ماستیف بزرگ و از نژاد آفریقای جنوبی است. این سگ برای حفاظت از خانه یا مزرعه تربیت می‌شود. بوربول ها در برابر حیوانات درنده، معمولاً در خط اول دفاع قرار می‌گیرند و در ردیابی بسیار مهارت دارند. آن‌ها وفادارند و از خانواده‌شان با تمام وجود محافظت می‌کنند.